# میسکی
شهر میسکی (به روسی: Мыски) در کشور روسیه و در اوبلاست کمروو واقع شده‌است.